# Staż zawodowy
Staż zawodowy – forma nauki zawodu, polegająca na zdobywaniu wiedzy w miejscu pracy oraz instrument aktywizacji zawodowej osób bezrobotnych, stosowany przez urzędy pracy. Najczęściej stażysta ma przydzielonego mentora, czyli osobę, która uczy go zawodu. Staż odbywa się bez nawiązania stosunku pracy pomiędzy stażystą a pracodawcą.

## Staż z urzędu pracy dla osoby bezrobotnej
W rozumieniu ustawy z dnia 20 kwietnia 2004 r. o promocji zatrudnienia i instytucjach rynku pracy (zastąpionej w 2025 r. ustawą z dnia 20 marca 2025 r. o rynku pracy i służbach zatrudnienia (Dz.U. z 2025 r. poz. 620)) staż zawodowy był instrumentem zwalczania bezrobocia głównie wśród osób młodocianych i służył nabyciu przez bezrobotnego praktycznych umiejętności, niezbędnych do wykonywania pracy, bez nawiązania stosunku pracy z pracodawcą. W okresie odbywania stażu bezrobotnemu przysługiwało wynagrodzenie w wysokości 120% kwoty zasiłku dla bezrobotnych. Skierowanie do odbycia stażu wydawane jest przez urzędy pracy.

## Skierowanie do odbycia stażu
Na podstawie ustawy z dnia 20 kwietnia 2004 r. o promocji zatrudnienia i instytucjach rynku pracy, skierowanie do odbycia stażu z urzędu pracy było możliwe dla:
- osobom bezrobotnym, które nie ukończyły 25 roku życia;
- osobom bezrobotnym do 30 roku życia, jeśli nie minęło dwanaście miesięcy od dnia ukończenia przez nich szkoły wyższej;
- bezrobotnym, którzy ukończyli 50 rok życia;
- bezrobotnym, którzy posiadają wykształcenie średnie lub niższe, nie mają doświadczenia zawodowego ani kwalifikacji;
- kobietom, które nie podjęły zatrudnienia po urodzeniu dziecka;
- osobom bezrobotnym, które samotnie wychowują niepełnosprawne dziecko;
- długotrwale bezrobotnym;
- bezrobotnym posiadającym orzeczenie o niepełnosprawności;
- bezrobotnym, którzy nie podjęli zatrudnienia po odbyciu kary pozbawienia wolności.

## Prawa stażysty z urzędu pracy
Wynagrodzenie stażysty (określane często terminem „stypendium”) określane było na mocy ustawy z dnia 20 kwietnia 2004 r. o promocji zatrudnienia i instytucjach rynku pracy i Rozporządzenia Ministra Gospodarki i Pracy z dnia 20 sierpnia 2009 r. w sprawie szczegółowych warunków odbywania stażu przez bezrobotnych w wysokości 120% zasiłku dla bezrobotnych. Wynagrodzenie wypłacane było przez starostę.
Stażyście przysługiwały 2 dni wolne za każde 30 dni kalendarzowe odbywania stażu oraz ubezpieczenie emerytalne, rentowe i wypadkowe. Jeśli staż odbywał się poza miejscem zamieszkania stażysty może od dodatkowo otrzymać zwrot kosztów związanych z dojazdem. W okresie pobierania wynagrodzenia za odbywanie stażu osobom bezrobotnym nie przysługiwało prawo do zasiłku. Czas pracy stażysty nie mógł przekraczać 8 godzin na dobę i łącznie 40 godzin pracy tygodniowo. Staż nie mógł odbywać się w niedzielę i święta oraz w godzinach nocnych (z wyjątkiem sytuacji szczególnych, wynikających ze zmianowego systemu pracy w danym zawodzie).

## Staż absolwencki
Staż absolwencki jest szczególną formą stażu zawodowego, skierowaną do bezrobotnych absolwentów uczelni wyższych, którzy nie ukończyli 30. roku życia. Trwa od 6 do 12 miesięcy, w czasie których stażysta pobiera wynagrodzenie, wypłacane przez starostę za pośrednictwem urzędu Pracy. Pracodawcy przyjmujący stażystów maja obowiązek wyznaczenia opiekuna, który wdroży stażystę w jego obowiązki zawodowe. Mogą ponadto dokonywać wstępnej selekcji kandydatów. 